# Dolichoderus caribbaeus
Dolichoderus caribbaeus é uma espécie de formiga do gênero Dolichoderus.